# Lepisorus himalayensis
Lepisorus himalayensis là một loài dương xỉ trong họ Polypodiaceae. Loài này được Khullar & Y.P.S.Pangtey mô tả khoa học đầu tiên năm 1991.
Danh pháp khoa học của loài này chưa được làm sáng tỏ. 